# Placidus Ackermann
Placidus Ackermann (getauft 8. Januar 1765 in Ramiswil als Leontius Ackermann; † 9. August 1842 im Kloster Mariastein) war ein Schweizer Benediktiner und Abt des Klosters Mariastein.

## Leben
Leontius Ackermann wurde im Guldental bei Ramiswil geboren. Durch Eintritt in die Klostergemeinschaft von Mariastein trat er nach Studien in Mariastein und Freiburg im Üechtland dem Orden der Benediktiner bei. Bei der Profess am 1. November 1784 nahm er den Ordensnamen Placidus an. Die Priesterweihe erfolgte am 6. Juni 1789. Im Anschluss war er bis 1797 Grosskellner des Klosters, danach für kurze Zeit Vorsteher der Klosterschule. Im März 1798 (Franzoseneinfall) besetzten die Franzosen das Kloster Mariastein und die verbliebenen Mönche, unter ihnen Placidus Ackermann, mussten das Kloster verlassen. In der Folge war Ackermann in Beinwil als Pfarrer tätig. Im Kloster Beinwil, dem ursprünglichen Kloster der Klostergemeinschaft von Beinwil-Mariastein, lebte während der Helvetik wieder ein kleiner Konvent, als dessen Superior Placidus Ackermann bis zum Mai 1802 wirkte, als der Mariasteiner Abt Hieronymus Brunner selbst nach Beinwil kam. Im Juni 1804, nach dem Tode von Abt Hieronymus am 20. April, wurde Placidus Ackermann in Beinwil zum Abt gewählt. In der Folge wurde das Kloster Mariastein unter Abt Placidus wiederhergestellt und restauriert. In die Amtszeit von Abt Placidus fiel auch insbesondere die Errichtung der heutigen klassizistischen Fassade der Klosterkirche (1830–1834). 1841 wurde Bonifaz Pfluger als sein Nachfolger gewählt und am 9. August 1842 starb Placidus Ackermann in Mariastein.